# Plectrocosma centrophora
Plectrocosma centrophora är en fjärilsart som beskrevs av Edward Meyrick 1921. Plectrocosma centrophora ingår i släktet Plectrocosma och familjen stävmalar. Inga underarter finns listade i Catalogue of Life.